# 谢尔盖·拉夫罗夫
谢尔盖·维克托罗维奇·拉夫罗夫（俄语：Серге́й Ви́кторович Лавро́в，羅馬化：Sergey Viktorovich Lavrov，發音：[sʲɪrˈɡʲej ˈvʲiktərəvʲɪtɕ lɐˈvrof]；1950年3月21日—），苏联及俄罗斯职业外交官，現任俄罗斯联邦外交部部长。拉夫罗夫1972年毕业于莫斯科国立国际关系学院，其后进入苏联外交部，曾任俄罗斯常驻联合国代表，并在2004年起出任现职至今。2022年2月25日，因俄罗斯全面入侵乌克兰，与总统普京等俄罗斯联邦安全会议成员一道被美国列入《特别指定国民和被封锁人员》进行制裁。

## 履历
1972年至1976年任职于苏联驻斯里兰卡大使馆。
1976年回国，任职于苏联外交部国际经济组织司。
1981年担任苏联驻联合国使团一等秘书，后升任参赞、高级参赞。
1988年后，他任外交部国际组织和全球事务司副主任、主任。
苏联解体后，拉夫罗夫于1992年担任俄罗斯外交部副部长，1994年任俄罗斯常驻联合国代表。
2004年3月9日，俄罗斯总统弗拉基米尔·普京任命其为俄罗斯外交部长。

## 事件

### 2022年俄羅斯入侵烏克蘭
2022年1月，美國指責俄羅斯派遣破壞者進入烏克蘭進行“假旗行動”，為俄羅斯入侵烏克蘭製造藉口。拉夫羅夫駁斥了美國的說法，稱其為“完全虛假信息”。2022年2月4日，拉夫羅夫駁斥了美國關於俄羅斯正在準備一段烏克蘭軍隊攻擊分離主義分子控制的頓巴斯的假視頻作為在烏克蘭發動戰爭的藉口的“無稽之談”和“瘋狂”指控。
2022年2月10日，拉夫羅夫會見了英國外交大臣卓慧思，當時拉夫羅夫否認俄羅斯有任何入侵烏克蘭的計劃，形容西方“要求將俄羅斯軍隊撤出俄羅斯領土”是“令人遺憾的”。據塔斯社報道，拉夫羅夫會談後表示感到失望，有「啞巴與聾子對話」的感覺，認為莫斯科和北約尚未在北約不擴張問題上找到共同點。
2022年2月25日，也是俄羅斯全面入侵烏克蘭的第二天，拉夫羅夫聲稱普京下令入侵是為了“將烏克蘭人從壓迫中解放出來”。同日美國、英國、歐盟和加拿大宣布對拉夫羅夫和普京實施制裁，同時美國將拉夫羅夫列入特別指定國民和被封鎖人員名單。
2022年5月1日，拉夫罗夫接受意大利电视节目Zona Bianca采访时，被问及俄罗斯对乌克兰的军事行动描绘成「去纳粹化」，而乌克兰总统泽连斯基本人即是犹太人，俄罗斯如何声称要使乌克兰脱纳粹化。拉夫罗夫对泽连斯基的血统此不以为然，声称即使是纳粹领导人阿道夫·希特勒也「流着犹太人的血」，接着又描述道「犹太人最大的反犹分子是犹太人自己」，更是將納粹大屠殺說成是「猶太人的自相殘殺」，為此受到多国领袖的广泛抨击，在俄罗斯眼中，除了叙利亚、朝鲜、厄立特里亚等俄罗斯盟友，全世界都是纳粹，更在犹太人居多的以色列政坛引起众怒和谴责声浪，并召见了俄罗斯大使要求道歉。以色列外交部长亚伊尔·拉皮德表示，拉夫罗夫的言论是一个「不可原谅的」谎言，试图将纳粹德国屠杀600万欧洲犹太人和其他少数群体的大屠杀的恐怖程度降至最低。隔日，俄罗斯继续重申拉夫罗夫的观点，反而指控以色列「支持基辅的新纳粹政权」，使俄以外交争端升级。
2024年6月18日，随总统普京出访朝鲜。

## 荣誉

### 外国勋章奖章
- 友谊勋章（哈萨克斯坦，2005年）
- 大十字級太陽勳章（秘鲁，2007年）
- 联邦勋章（阿联酋，2021年3月9日于阿布扎比颁发）[15]